# Gamochaeta lulioana
Gamochaeta lulioana là một loài thực vật có hoa trong họ Cúc. Loài này được S.E.Freire & Iharl. mô tả khoa học đầu tiên năm 1997.